# Polvoritzadora de motxilla

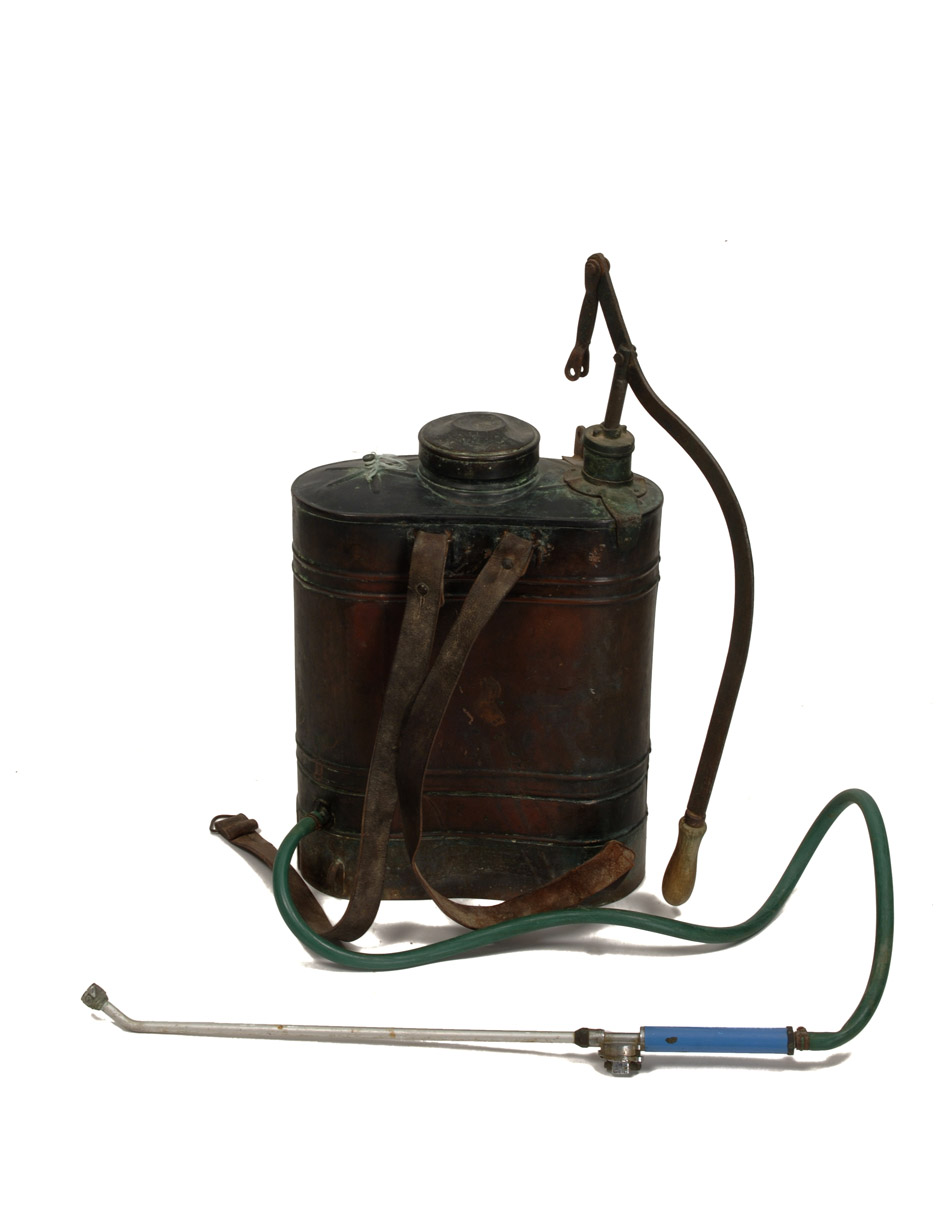
Fotografies dels objectes de l'exposició permanent de la sala "Secà i Muntanya" del Museu Valencià d'Etnologia - Fotografies de Mateo Gamon. Sulfatadora, per ensolfatar camps.

Una polvoritzadora de motxilla és un tipus de polvoritzador portàtil que es col·loca a l'esquena mitjançant corretges. Solen dividir-se en dos grups: de tipus manual i motoritzats.

## Polvoritzadors de motxilla de tipus manual
Són polvoritzadors hidràulics d'espatllera. Hi ha dos tipus en funció del mètode emprat per donar pressió al brou de tractament. Així tenim les motxilles de pressió prèvia i les motxilles de pressió retinguda accionada per palanca.

### Motxilla de pressió prèvia
En les motxilles de pressió prèvia, un cop plena la motxilla amb el brou i abans de realitzar el tractament, es pressuritza per bombeig, cosa que permet polvoritzar sense haver d'impulsar la palanca. Tenen l'inconvenient que la pressió va decreixent de manera progressiva, de manera que hi ha ocasions en què cal donar pressió de nou abans d'acabar el dipòsit.

### Motxilla de pressió retinguda
La motxilla de pressió retinguda accionada per palanca utilitza un sistema de bombeig manual. La palanca acciona una bomba que pot ser ben de pistó, si utilitza un pistó segellat, o bé de diafragma, i en aquest cas porta usualment un elastòmer flexible ubicat a la base del dipòsit.
La palanca de bombeig sol ser adaptable per usar-se per la dreta o per l'esquerra. La bomba pot anar a l'interior del dipòsit o a l'exterior del mateix. En el primer cas el manteniment és més complex però l'aparell queda més protegit. En el segon cas, la màquina està més exposada però el seu accés és més senzill.
Per gestionar una motxilla accionada per palanca cal un bombeig constant. Les de tipus pistó arriben pressions més altes que les de diafragma, de manera que la utilització d'aquestes últimes, les de diafragma, es recomana per als tractaments amb herbicides, mentre que es prefereix les de pistó per a l'aplicació d'insecticides o fungicides sempre que permetin assolir pressions pròximes als 3,0 bars o superiors.

### Característiques
Les motxilles han de disposar d'una tapa de dipòsit prou àmplia per facilitar el seu ompliment. Habitualment no serà de diàmetre inferior als 100 mm. Aquesta tapa ha de disposar d'un filtre desmuntable que possibiliti l'ompliment amb un cabal suficient, normalment no inferior als 0,2 litres / segon. Així mateix es recomana que disposi d'una vàlvula per evitar l'abocament accidental del producte.
És recomanable que el dipòsit disposi d'un dispositiu a la part baixa que faciliti el buidatge quan es finalitza l'aplicació i que aquest disposi d'un filtre substituïble i que es pugui netejar.
La llança de polvorització, de longitud generalment superior a mig metre mesurada entre el seu punt de connexió a la mànega flexible i el filtre, ha d'incorporar una vàlvula de control del tipus obertura / tancament de fàcil maneig. El polvoritzador ha d'incorporar un element de fixació de la llança i la palanca d'accionament pel seu transport. La llança sol subministrar-se amb un joc de filtres intercanviables de diversos tipus, d'entre els quals els més corrents són d'esquerda, deflectora, de turbulència o amb buit, i regulable.
El pes de les motxilles, independentment del seu tipus, no ha de superar els 25 quilos un cop ple d'aigua fins a la seva capacitat màxima i incloent tots els seus componentes.

## Polvoritzadors pneumàtics de motxilla
Aquests equips són coneguts també com a nebulitzadors perquè ofereixen la possibilitat de produir una gota molt fina, semblant a la boira. Realitzen la polvorització a l'entrar en contacte el líquid amb un corrent d'aire d'alta velocitat produïda normalment per una bomba centrífuga.
Disposa normalment d'un motor de combustió interna monocilíndric de dos temps, de gasolina, de baixa potència que acciona una bomba centrífuga. El brou de tractament descendeix, generalment per gravetat, des del dipòsit, a través d'un tub flexible, fins al broquet que es troba en contacte amb el corrent d'aire.

## Manteniment de la motxilla
- Els filtres del dipòsit i de la llança de tractament s'han de netejar per evitar oxidacions.
- Cal utilitzar filtre adequat al tipus de tractament. Així, la d'esquerda, al proporcionar una major grandària de la gota de polvorització, és recomanable pels tractaments amb herbicides. No obstant això les de con ho serien per a tractament insecticida o fungicida.
- La mànega ha de mantenir-se en bon estat, evitant rascades i observant que no hi hagi fuites.
- Cal mantenir en bon estat les corretges i el dipòsit per evitar trencaments.
- El dipòsit ha de netejar-se després de cada tractament i cal evitar barrejar els diferents productes utilitzats, especialment en el cas de tractaments diferents.